# Groenendaeler
De Groenendaeler, ook Groenendaler gespeld, is een van de Belgische herders. Hij is naar Groenendaal in de Belgische gemeente Hoeilaart bij Brussel vernoemd. Zoals alle Belgische herders wordt hij als bescherm- en gezinshond gebruikt. De vacht is langharig en de kleur van de Groenendaeler is altijd zwart. Zijn schofthoogte is 58 tot 62 centimeter, het gewicht 20 tot 30 kilogram.

## Karakter
Groenendaelers zijn intelligente en attente honden. Ze zijn leergierig en over het algemeen aan hun baasje gehecht. Het is belangrijk om het zelfvertrouwen van deze hond van pup af aan op te bouwen. Men kan hem het beste overal mee naartoe nemen om hem vreemde dingen te leren kennen. De omgang met andere huisdieren en honden geeft geen problemen, als je hem vroeg aan deze dieren went. Tegenover vreemde mensen treden zij vaak gereserveerd op. In huis zal deze hond een rustig karakter hebben, als men hem buiten genoeg beweging geeft. 

## Variant
Er zou ook een kortharige variëteit hebben bestaan die de "Zwarte korthaar" werd genoemd. Bij de oprichting van de club van Belgische herdershonden in 1892 waren er nog overal in de Zenne- en Dijlestreek zwarte kortharige Belgische herders te zien. Liefhebbers in Nederland proberen dit type terug te fokken door te kruisen met de Mechelaar. Maar volgens FCI-normen is dit niet toegestaan, waardoor dit type niet als ras erkend wordt.

## Verzorging
De Groenendaeler kan beter niet te veel gekamd of geborsteld worden, aangezien dit anders de dikke ondervacht zou kunnen beschadigen. Tijdens de rui kan een grofgetande kam wel goede diensten bewijzen.